# Liste der Monuments historiques in Gémozac
Die Liste der Monuments historiques in Gémozac führt die Monuments historiques in der französischen Gemeinde Gémozac auf.

## Liste der Bauwerke
| Bezeichnung           | Beschreibung                                                             | Standort | Kennzeichnung | Schutzstatus | Datum | Bild           |
| --------------------- | ------------------------------------------------------------------------ | -------- | ------------- | ------------ | ----- | -------------- |
| Château de Bernessard | Burganlage des 15. Jahrhunderts, im 17. Jahrhundert zum Schloss umgebaut | (Lage)   | PA17000098    | Inscrit      | 2012  |                |
| Château de la Salle   | Schloss aus dem 18. Jahrhundert                                          | (Lage)   | PA00105312    | Inscrit      | 1990  |                |
| Kirche St-Pierre      | Erbaut im 12. und 13. Jahrhundert                                        | (Lage)   | PA00104697    | Classé       | 1910  | weitere Bilder |

## Liste der Objekte

### Kirche St-Pierre
| Bezeichnung                               | Beschreibung                                                      | Standort | Kennzeichnung | Schutzstatus | Datum | Bild |
| ----------------------------------------- | ----------------------------------------------------------------- | -------- | ------------- | ------------ | ----- | ---- |
| Gemälde Anbetung der Könige               | Ölgemälde mit Holzrahmen, nach Peter Paul Rubens, 18. Jahrhundert | (Lage)   | PM17000634    | Inscrit      | 1976  |      |
| Fragment einer Skulptur Christus am Kreuz | das Kreuz verloren; Holz, polychrom gefasst, 18. Jahrhundert      | (Lage)   | PM17001300    | Inscrit      | 1982  |      |
| Glocke                                    | Bronze, 1787 gegossen                                             | (Lage)   | PM17000140    | Classé       | 1942  |      |
| Gemälde Beweinung Christi                 | Öl auf Leinwand, von Jean Jalabert, 1847                          | (Lage)   | PM17000635    | Classé       | 1994  |      |
| Kruzifix                                  | Elfenbein und Holz, 18. oder 19. Jahrhundert                      | (Lage)   | PM17001718    | Inscrit      | 1992  |      |